# Високогірне (Ялтинський район)
Високогі́рне (до 1945 року — Тюзлер, крим. Tüzler) — селище в Україні, у складі Ялтинського району Автономної Республіки Крим.
Підпорядковане Лівадійській селищній раді.

## Опис
Селище розташоване на 11-му кілометрі гірської дороги Т 0117 Бахчисарай — Ялта, на території Ялтинського заповідника, на південь від Ай-Петринської яйли.
Висота центру селища над рівнем моря — 695 м.
Населення — 137 чоловік. За данними селищної ради на 2009 рік, площа селища займала 10,6 гектара, на яких було 143 мешканця.